# Chrząstowo (województwo wielkopolskie)
Chrząstowo – wieś w Polsce położona w województwie wielkopolskim, w powiecie śremskim, w gminie Książ Wielkopolski.
W latach 1975–1998 miejscowość administracyjnie należała do województwa poznańskiego.
We wsi znajduje się niepubliczna szkoła podstawowa i niepubliczne przedszkole.
Wieś położona 8 km na wschód od Śremu przy drodze wojewódzkiej nr 436 (Śrem – Książ Wielkopolski – Klęka). We wsi znajdują dwa się skrzyżowania z drogami powiatowymi nr 4074 z Łęg i nr 4077 ze Sroczewa do Dobczyna.

## Historia
Pierwsza wzmianka o wsi w dokumentach pojawiła się w 1230 roku pod nazwą Chranstowo, wówczas komes Bronisz nadał w testamencie swój majątek klasztorowi Cystersów w Paradyżu. W 1257 r. książę Przemysł I nadał prawa lokacyjne wsi na prawie niemieckim.

## Zabytki
Zabytkiem wsi prawnie chronionym jest zespół dworski, w skład którego wchodzą:
- dwór z ok. 1850 r., przebudowany w 1954 r. na szkołę;
- park krajobrazowy, a w nim m.in. 3 dęby szypułkowe o obwodach 450-610 cm.